# Masná aféra
Masná aféra (polsky afera mięsna), která proběhla v letech 1964-65 ve Varšavě, představovala jeden z největších případů hospodářské kriminality v éře Polské lidové republiky. Vyústila ve veřejný proces, ve kterém bylo uděleno několik exemplárních trestů.

## Podstata, proces a důsledky
Podstatou aféry, v jejímž rámci bylo zatčeno celkem 400 osob, byly úplatky od vedoucích obchodů, kteří tak zajišťovali zásobování svých prodejen nedostatkovým zbožím, výměna zboží, falšování faktur a další rozsáhlé projevy korupce. Politická moc, jejíž vliv na průběh soudní dohry aféry je prokazatelný, se tímto procesem pokoušela zklidnit veřejné mínění, zjitřené hospodářskými a zásobovacími potížemi. Ty byly četným terčem lidového humoru.
Aféra vyvrcholila soudním procesem, který byl zahájen 20. listopadu a skončil vynesením tří rozsudků smrti a čtyřmi tresty doživotí. Několik dalších obviněných bylo odsouzeno k 9 až 12 letům a k ztrátě majetku. Absolutní trest byl nakonec vykonán jen nad bývalým ředitelem masných závodů ve Varšavě Stanisławem Wawrzeckým (19. března 1965). Šlo o jediný výkon trestu smrti v Polsku za hospodářskou kriminalitu po r. 1956. Trest byl vykonán oběšením ve Varšavě. 
V červenci 2004 polský Nejvyšší soud zrušil rozsudky s odůvodněním, že byly vydány v rozporu se zákonem, aniž by to však znamenalo plnou rehabilitaci odsouzených. Synu popraveného Wawrzeckého bylo v roce 2010 přiznáno odškodnění ve výši 200 tisíc zlotých.

### Externí literatura
- PASZTOR, Maria - JAROSZ, Dariusz: Afera mięsna - fakty i konteksty, Warszawa 2004